# Pentamidine
Pentamidine là một loại thuốc kháng vi sinh vật được sử dụng để điều trị các bệnh trypanosomiasis châu Phi, leishmaniasis, babesiosis, và để ngăn ngừa và điều trị viêm phổi pneumocystis (PCP) ở những người có chức năng miễn dịch kém. Với bệnh trypanosomiasis châu Phi, chúng được sử dụng khi mới phát bệnh, trước khi bệnh lan đến hệ thống thần kinh trung ương, và là phương án lựa chọn dòng thứ hai sau suramin. Đây cũng là thuốc để điều trị cho cả leishmaniasis nội tạng và leishmaniasis da. Pentamidine có thể đưa vào cơ thể bằng cách tiêm bằng cách tiêm vào tĩnh mạch hoặc vào cơ hoặc bằng đường hít.
Tác dụng phụ thường gặp của dạng tiêm bao gồm đường huyết thấp, đau ở chỗ tiêm, buồn nôn, nôn, huyết áp thấp và các vấn đề về thận. Các tác dụng phụ thường gặp của dạng hít vào bao gồm thở khò khè, ho và buồn nôn. Không rõ liệu liều lượng thuốc có nên thay đổi ở những người có vấn đề về thận hoặc gan hay không. Pentamidine không được khuyến cáo trong giai đoạn đầu của thai kỳ nhưng có thể được sử dụng trong giai đoạn sau này. Mức độ an toàn của thuốc trong thời gian cho con bú là không rõ ràng. Pentamidine thuộc họ thuốc diamidine thơm. Dù cơ chế tác dụng của thuốc không hoàn toàn rõ ràng, người ta cho rằng thuốc can thiệp vào tổng hợp DNA, RNA và protein.
Pentamidine được đưa vào sử dụng y tế vào năm 1937. Nó nằm trong danh sách các thuốc thiết yếu của Tổ chức Y tế Thế giới, tức là nhóm các loại thuốc hiệu quả và an toàn nhất cần thiết trong một hệ thống y tế. Chúng có sẵn dưới dạng thuốc gốc. [1] Tại các khu vực hay nhiễm bệnh trên thế giới, pentamidine được cung cấp miễn phí bởi Tổ chức Y tế Thế giới. Tại Hoa Kỳ vào năm 2016, dạng hít có chi phí khoảng 122,84 USD và một lọ thuốc tiêm có giá 45,31 USD cho một liều. Vì thuốc được tìm thấy là hữu ích cho viêm phổi PCP giá đã được tăng lên hơn mười lần.